# Locknevi kyrka
Locknevi kyrka är en kyrkobyggnad i Locknevi i Vimmerby kommun, i Småland. Vid kyrkan finns en kyrkogård och församlingshem. 

## Historik
Locknevi var ett religiöst centrum li förkristen tid. Namnet Locknevi är en modernisering av Lödhkonuwj  som betyder Frejas heliga plats. Nordost om kyrkan ligger ett stort gravfält som användes under brons- och järnåldern. Intill kyrkan finns också Skansberget med lämningar av en fornborg från järnåldern.  
Den första kyrkan uppfördes troligen under 1100-talet. Flera olika träkyrkor kan ersatt varandra i Locknevi. Församlingen tog beslut att bygga en ny träkyrka 1732 då den befintliga var för liten och att den nya kyrkan måste rymma minst 1000 personer. Denna sista träkyrka stod färdig 1745.  1886 bestämdes vid en extra kyrkostämma 31 januari att låta höja taket på vapenhuset och kyrkan tillräckligt för att en beställd orgel skulle få plats där. Även att dörrarna på kyrkan skulle förändras så de gick utåt istället  för inåt ii händelse av brand. Kyrkan revs ca. 1900 inför bygget av den nuvarande stenkyrkan menmaterialet sparades. Den såldes 1902 till Frödinge som därav  byggde ett fattighus. Denna byggnad användes senare som ålderdomshem och förskola. Byggnaden är idag ett privatägt hyreshus täckt med plåtfasad.   
Den nuvarande kyrkan i Locknevi uppfördes av granit åren 1900–1903 och är försedd med ett torn i väster. Förberedelserna för bygget  påbörjades redan under 1860-talet. Ritningarna togs fram 1872 av arkitekten P. U. Stenhammar. Efter Stenhammars död vidarearbetades ritningarna av arkitekten och statsrådet Hugo Hammarskjöld från Tuna gård. Kyrkan byggdes av Lockneviborna själva i murverk av lokalt huggna granitkvadrar. Från den tidigare kyrkan överfördes flera äldre inventarier t.ex. Orgeln, predikstolen från 1660 och dopfunten från 1180.

## Inventarier
Från den medeltida träkyrkan finns bevarat:
- En dopfunt tillverkad av den gotländska mästaren Sighraf på 1180-talet.
- Predikstol och altaruppsats.
- Ett krucifix och delar av ett rökelsekar.
- Två gravstenar från 1300-talet.

### Orglar
- Orgelreparationer har noterats 1663, 1704, 1723 och 1733.
- 1777 byggde Pehr Schiörlin, Linköping, en orgel.
- 1885 byggde E. A. Setterquist & Son, Örebro, en mekanisk orgel med 8 stämmor och en manual. Den blev först inte uppsatt i tidigare träkyrkan förrän 1886 då taket i kyrkan för dens plats hade höjts.[4] Orgeln kostade ca. 5000 kr. Orgeln blev invigd Pingstdagen 13 juni 1886 av kontraktsprost Magnus Nennes i Västervik.[7] Orgelverket blev sedan flyttat till den nya kyrkan 1903. 1962 blev där en omdisposition av orgeln. Orgelns ryggpostiv och pedal byggdes ut 1973 av Nils-Olof Berg, Nye.

| Ryggpositiv I | Huvudverk II      | Pedal      | Koppel |
| Bourdon 8’    | Principal 8’ B/D  | Subbas 16’ | I/P    |
| Principal 4’  | Flöjt Harmonik 8’ |            | II/P   |
| Hålflöjt 4’   | Salicional 8’     |            | II/I   |
| Valdflöjt 2’  | Gamba 8’          |            |        |
| Nasat 1 1⁄3'  | Oktava 4'         |            |        |
| Skalmeja 8’   | Flöjt 4'          |            |        |
|               | Oktava 2'         |            |        |
|               | Kornett V         |            |        |
|               | Mixtur III        |            |        |

## Galleri

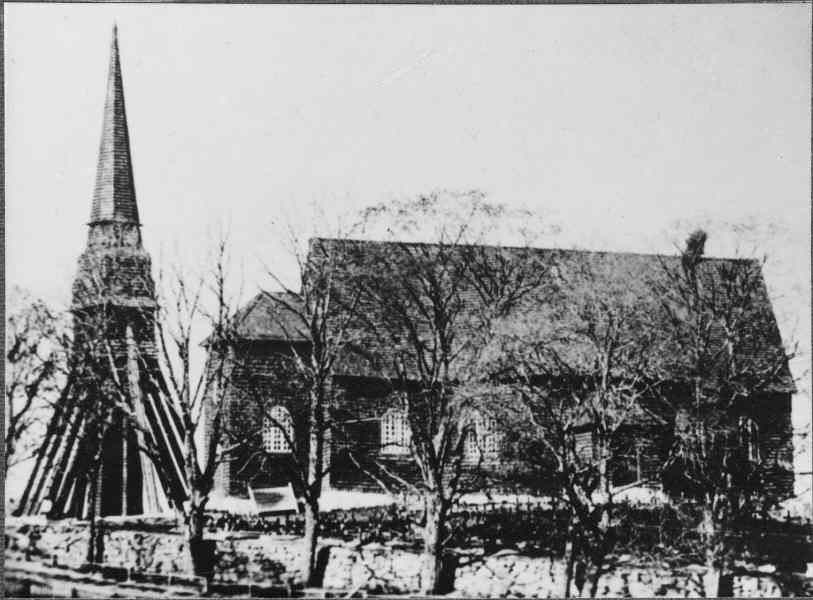
Locknevi gamla kyrka, riven 1900
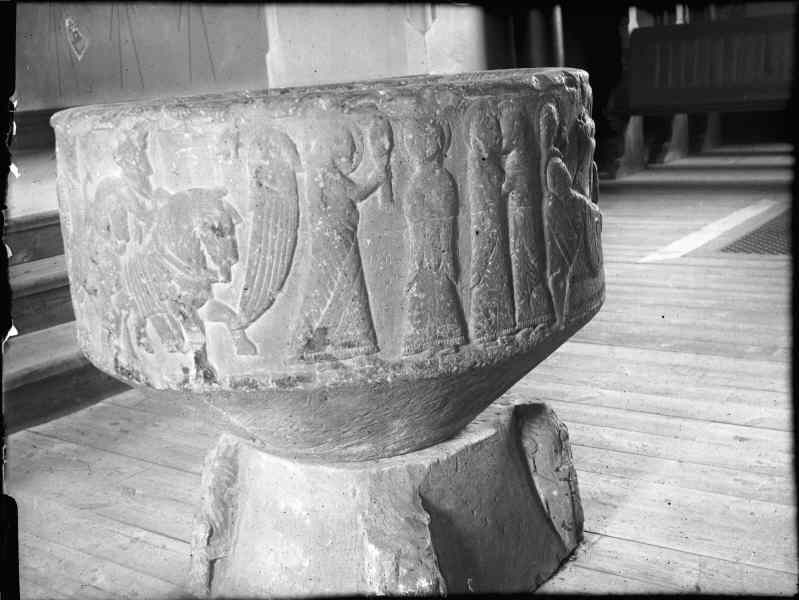
Dopfunten från 1180